# Фэгэраш
Фэгэра́ш (рум. Făgăraş, венг. Fogaras, нем. Fugreschmarkt) — город в Румынии в жудеце Брашов.

## География
Город расположен на реке Олт в 66 км от Брашова и 76 км от Сибиу.

## История
Название города происходит от румынского fag — «бук». Первое документальное упоминание относится к 1291 году как Fogros. В 1310 году был построен замок Фэгэраш, около которого позже вырос город, получивший название от горного массива.

## Население
Население — 36121 человек (2002), из них румыны — 93,23 %, венгры — 4,54 %.

## Галерея

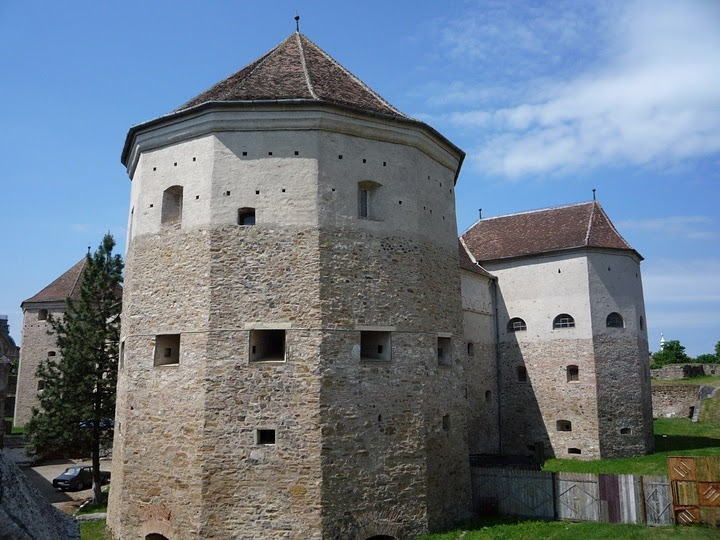
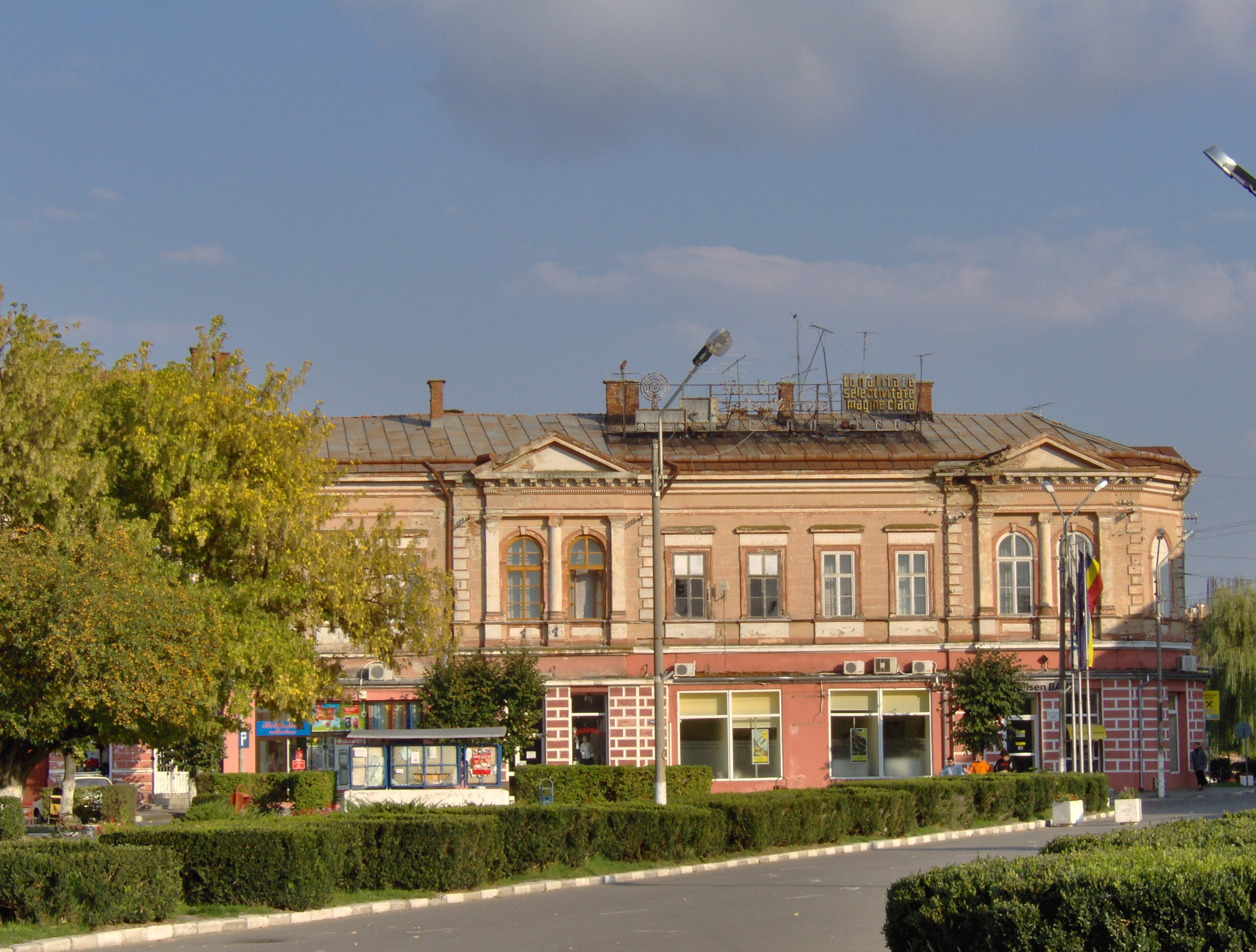
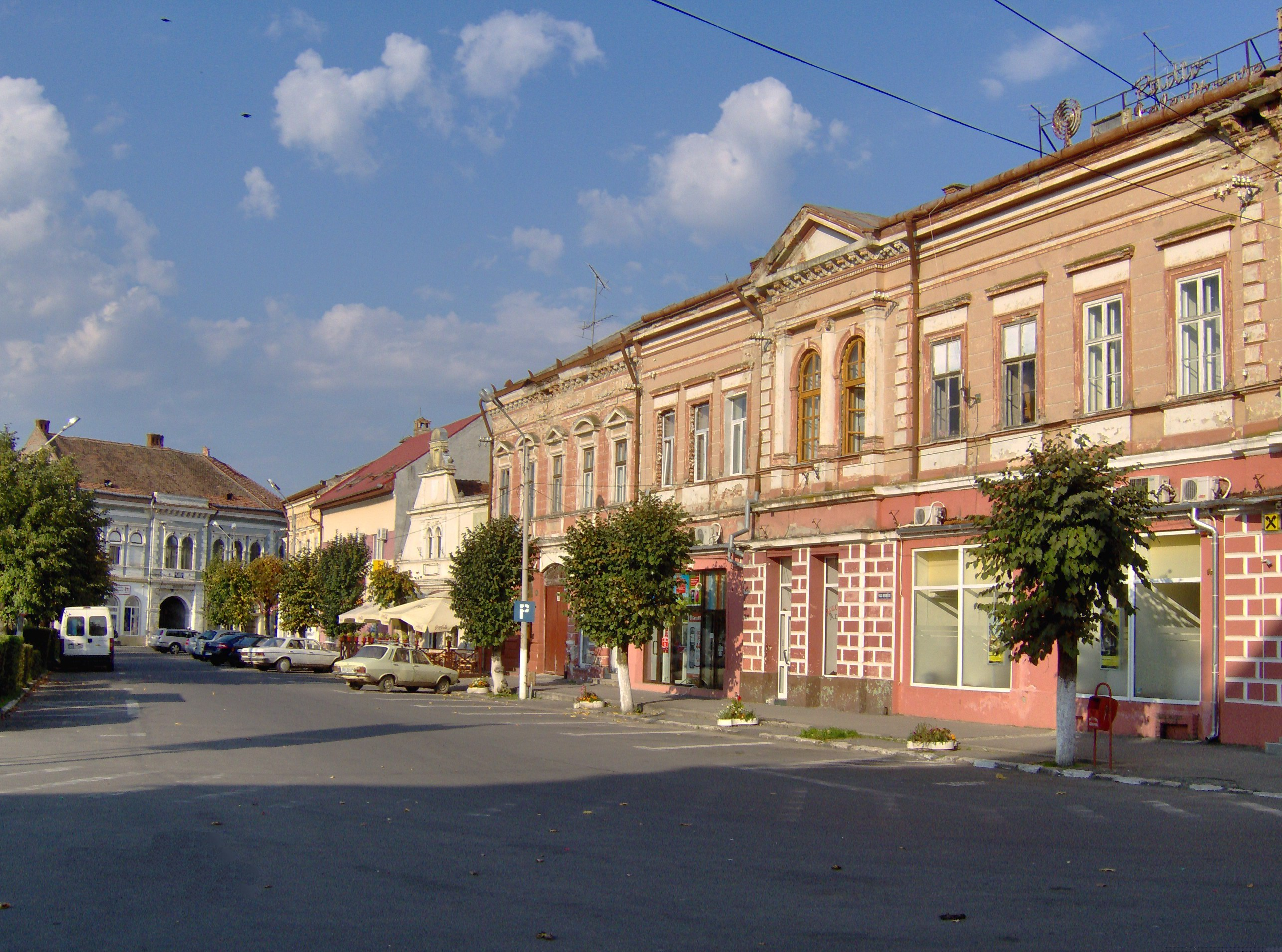
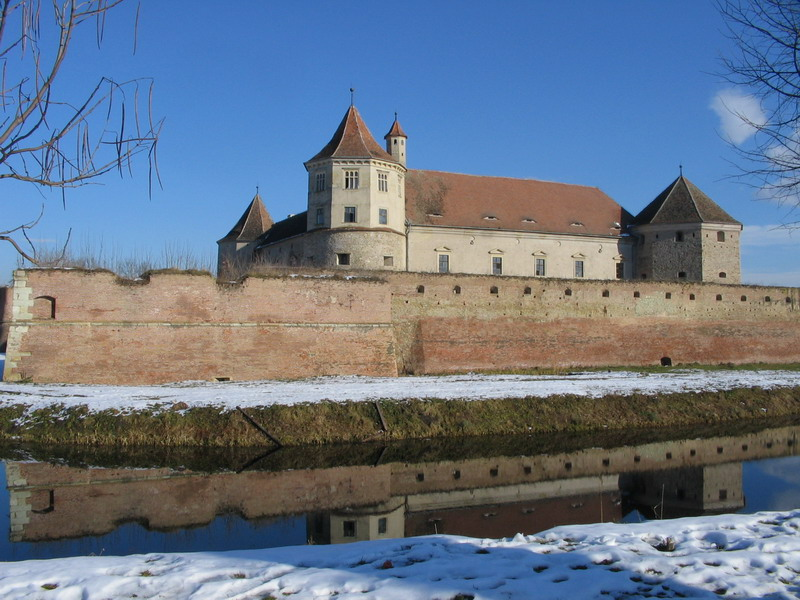